# Proddatur
Proddatur, en hindi : प्रोद्दटूरू, est une ville du district de Guntur, dans l'État de l'Andhra Pradesh, en Inde. Selon le recensement de l'Inde de 2011, elle compte une population de 163 970 habitants.
L'ancien nom de Proddatur est Bradhanpuri. La localité est située près de la rivière Kundu. Elle est connue pour ses industries de l'or et du coton,. Elle est appelée la deuxième Bombay et  aussi la ville de l'or en raison du commerce de l'or à grande échelle qui s'y déroule.